# Pauline Krikke

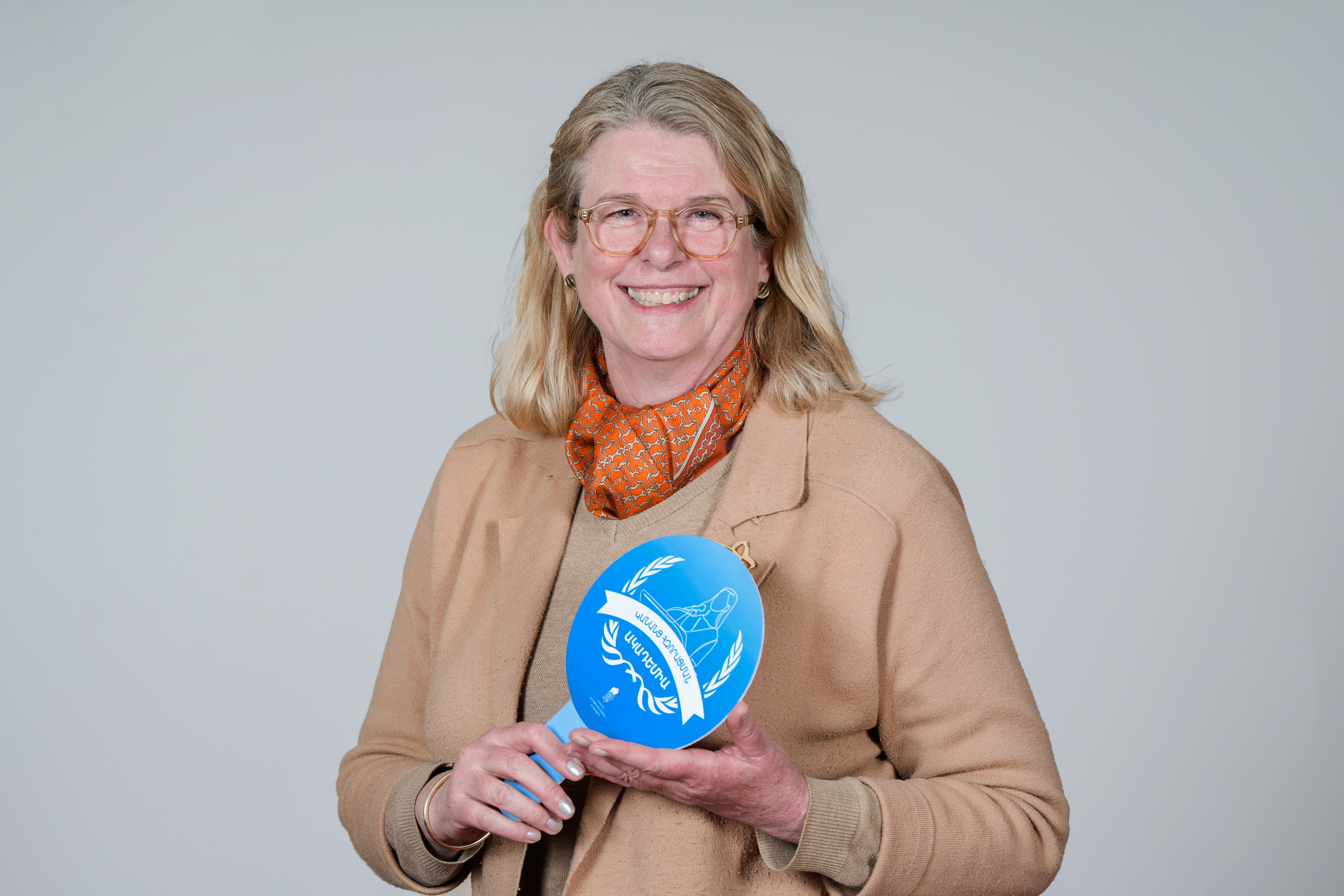
Pauline Krikke, 2023

Pauline Christine Krikke (* 9. Mai 1961 in Sneek, Königreich der Niederlande) ist eine niederländische Politikerin der Volkspartij voor Vrijheid en Democratie (VVD) und war von 2017 bis 2019 Bürgermeisterin von Den Haag.

## Leben und Werk

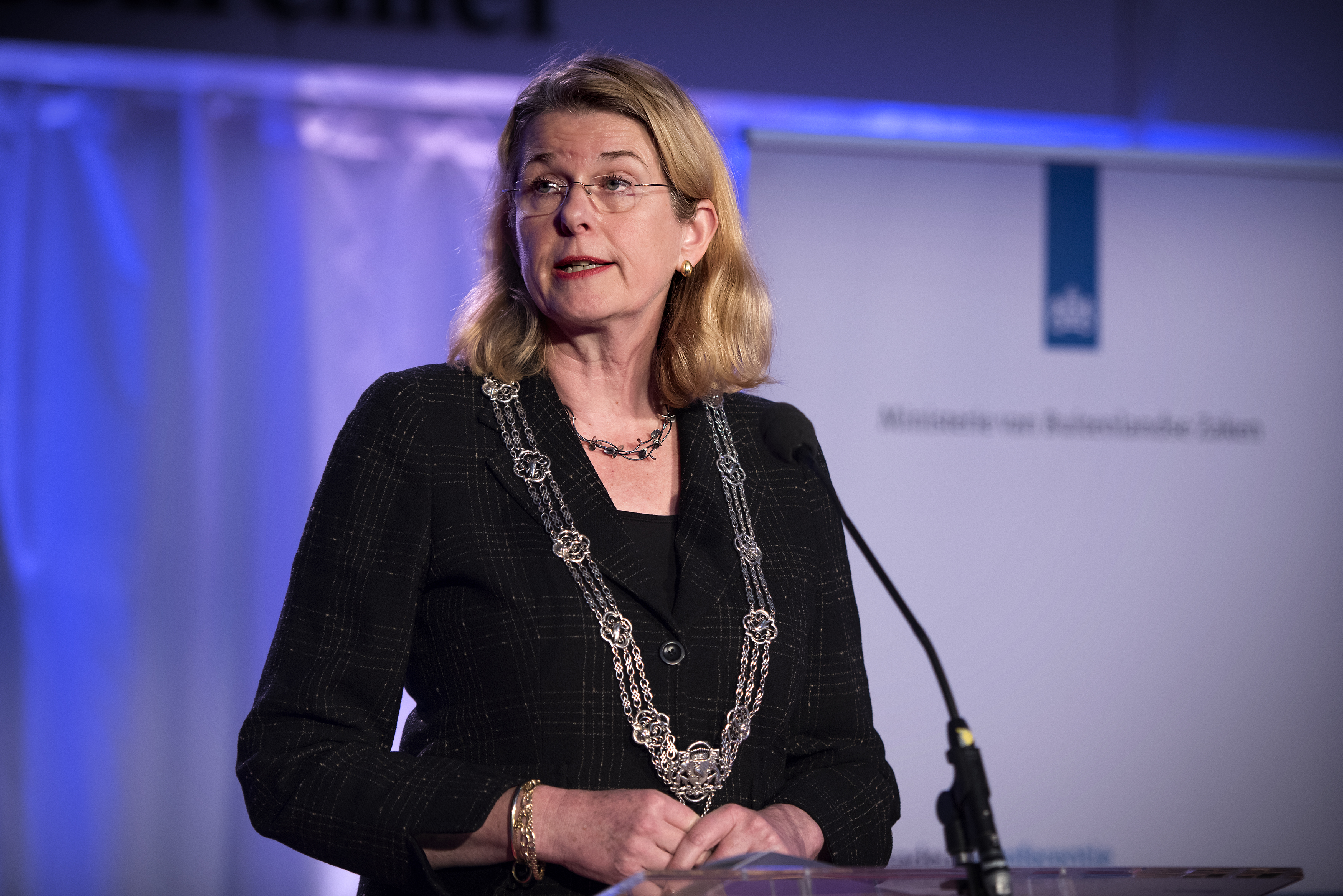
Pauline Krikke, Botschafterkonferenz 2018

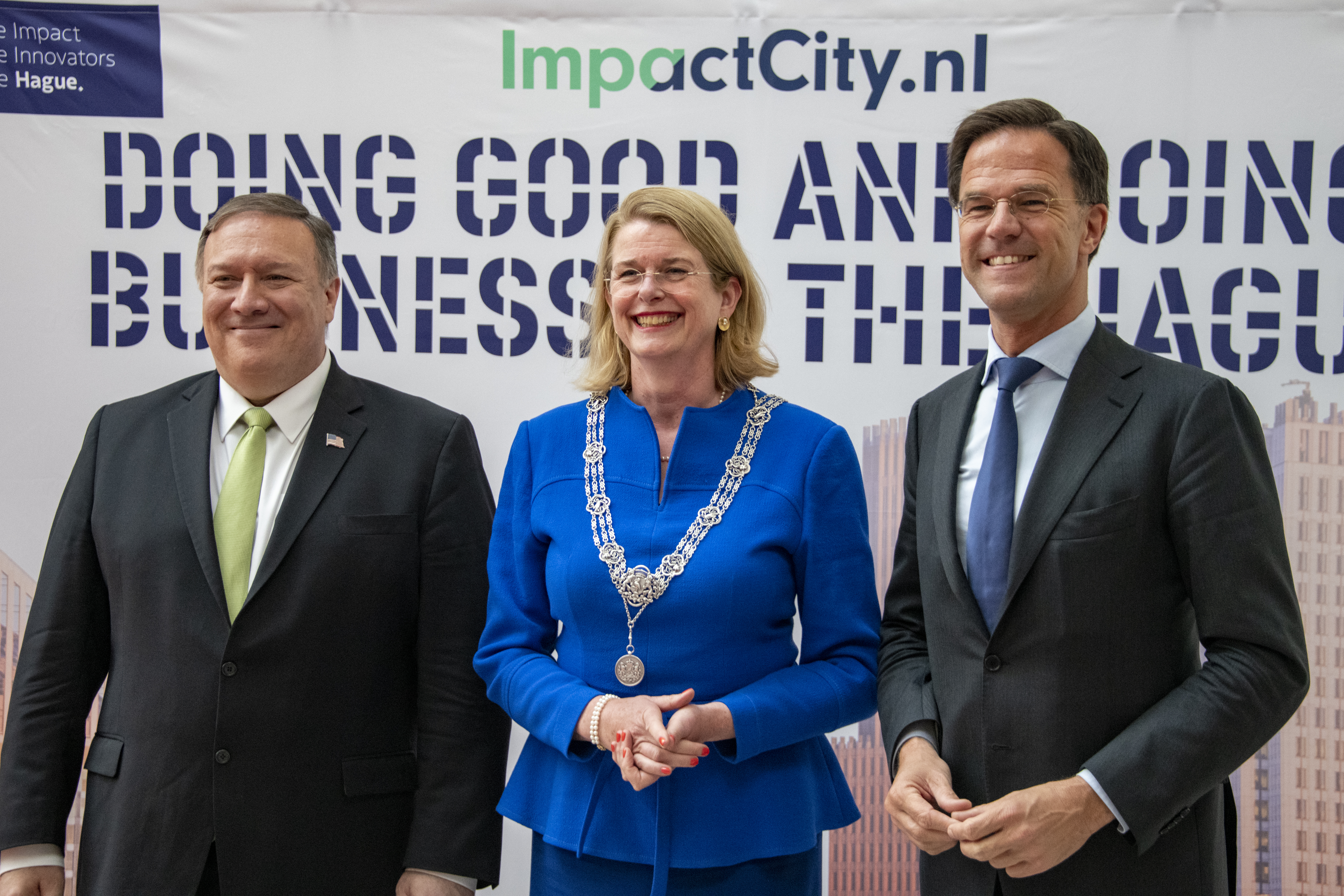
US-Außenminister Mike Pompeo am 3. Juni 2019 in Den Haag mit der Bürgermeisterin von Den Haag, Pauline Krikke, und dem niederländischen Premierminister Mark Rutte

Krikke ist das Kind von Eltern, die in der friesischen Stadt Sneeek einen Großhandel für Limonade und Bier betrieben. 1979 zog sie nach Amsterdam, um an der Frederik-Muller-Akademie für Bibliotheks- und Dokumentationswesen zu studieren. Später studierte sie zusätzlich Rechtswissenschaften an der Vrije Universiteit Amsterdam und wurde während dieser Zeit Mitglied der Volkspartei für Freiheit und Demokratie (VVD). 1986 gründete sie eine Eventagentur.
Als Vertreterin der VVD wurde sie 1994 Mitglied des Gemeinderats von Amsterdam. 1996 wurde sie stellvertretende Bürgermeisterin für Wirtschaft, Flughafen und Seehafen. Nach den Gemeinderatswahlen 1998 wurde sie als stellvertretende Bürgermeisterin wiedergewählt und änderte ihre Zuständigkeitsbereiche in Wirtschaft und Beschäftigung, Bau, Wohnungsbau und Wirtschaft. In dieser Zeit leitete sie viele internationale Handelsdelegationen mit Amsterdamer Unternehmen und Organisationen.
Im September 2001 wurde Krikke Bürgermeisterin von Arnheim und 2007 für weitere 6 Jahre ernannt. Von 2003 bis 2007 war sie auch Mitglied der Taskforce zur Bekämpfung der Jugendarbeitslosigkeit und in der Beratenden Kommission für Katastrophenhilfe tätig. Nach zwei vollen Amtszeiten entschied sie sich, nicht für eine dritte Amtszeit als Bürgermeisterin zu kandidieren. Im Juli 2013 gab sie ihr Amt in Arnheim auf.
Nach ihrem Rücktritt als Bürgermeisterin etablierte sie sich als unabhängige Beraterin und Regulatorin für Regierung und Industrie. Ab Oktober 2014 bis 2015 war sie Generaldirektorin des Het Scheepvaartmuseum in Amsterdam. 2015 wurde sie für die VVD in den niederländischen Senat gewählt. Sie trat von dieser Mitgliedschaft zurück, als sie am 17. März 2017 als Bürgermeisterin von Den Haag vereidigt wurde. Im Oktober 2019 trat sie von dem Amt zurück, nachdem ein Bericht ihr Amt für die Brände in der Silvesternacht 2018 und am Neujahrstag 2019 in Scheveningen verantwortlich gemacht hatte.
Von 2005 bis 2013 war sie außerdem Mitglied des Internationalen Verwaltungsrats des Roten Kreuzes. Ab 2021 war sie Vorsitzende des FBE (Fauna Management Unit) Gelderland.

## Auszeichnungen (Auswahl)
- 2013: Orden von Oranien-Nassau[10]